# منان تریودی
منان تریودی (زاده ۲۲ مه ۱۹۷۴) پزشک، سیاستمدار آمریکایی است. او نامزد دموکرات‌ها برای حوزه انتخابیه ششم پنسیلوانیا  بود.
تریودی در فلیت وود، پنسیلوانیا به دنیا آمد و بزرگ شد. او برای کالج و دانشکده پزشکی به دانشگاه بوستون رفت و مدرک کارشناسی ارشد خود را در رشته سیاست عمومی در دانشگاه کالیفرنیا گذراند.